# Git Scheynius
Git Elisabet Scheynius, född Andersson 14 november 1960 i Mjölby församling, Östergötlands län, är en svensk filmfestivalchef. 
Git Scheynius studerade filmvetenskap och andra kulturvetenskapliga ämnen på Stockholms universitet åren 1983–1987.
Hon är VD för Stockholms filmfestival sedan starten 1990 och för Stockholms filmfestival Sommarbio. År 2000 startade hon även Stockholms filmfestival Junior och var mellan 1993 och 2001 även ansvarig utgivare för tidningen Cinema. År 2007 utsågs Scheynius till "Bästa festivalchef" vid branschsammankomsten International Film Festival Summits gala i Las Vegas. Hon instiftade stipendiet 1 km film 1990 och Stockholms filmfestival Långfilmstipendium 2010. 
Git Scheynius är gift med Ignas Scheynius.

## Priser och utmärkelser
- 2022 – Stockholms stads Bellmanpris[8]